# Estação FAAP–Pacaembu
A Estação FAAP–Pacaembu será uma das futuras estações do Metrô de São Paulo e pertencerá à Linha 6–Laranja, que atualmente se encontra em obras. Em sua primeira fase, com 15,9 quilômetros de extensão, a Linha 6 deverá interligar o bairro da Vila Brasilândia, na Zona Norte, à Estação São Joaquim, da Linha 1–Azul. Posteriormente, a linha deverá interligar a Rodovia dos Bandeirantes ao bairro de Cidade Líder, na Zona Leste.
A estação ficará localizada na confluência entre as ruas Ceará e Sergipe, onde atenderá o Estádio do Pacaembu, no distrito da Consolação, na Zona Central.

## História
Originalmente prevista para ser implementada na esquina da Avenida Angélica com a Rua Sergipe, a Estação Angélica-Pacaembu, como era denominada na época, foi alvo de contestação por uma associação local de residentes, que promoveu um abaixo-assinado contra a construção da estação, alegando a presença de quatro estações em um raio de 600 metros e sugerindo que a construção fosse realizada na praça Charles Miller, expressaram também uma preocupação em relação ao possível aumento do fluxo de pessoas na área, especialmente durante eventos como jogos e shows, temendo incidentes indesejáveis. Em uma entrevista à Folha de S.Paulo, uma moradora mencionou que o metrô atrairia uma "gente diferenciada". Essas declarações desencadearam uma reação negativa nas redes sociais, levando à organização de um protesto em apoio à construção da estação, denominado "Churrascão da Gente Diferenciada". Após o ocorrido, houve alteração no local da estação para a esquina da Rua Sergipe com a rua Ceará, segundo o Metrô de São Paulo tal alteração foi puramente técnica.
A Linha 6 começou a ser construída oficialmente em 22 de setembro de 2015, época em que sua entrega estava prevista para meados de 2018. Posteriormente, o governador Geraldo Alckmin prometeu a entrega da primeira fase da linha para 2020, prazo este que acabaria descartado devido a um atraso de um ano no financiamento da Caixa Econômica Federal, que seria usado para o pagamento das desapropriações. Em junho de 2016, a entrega da linha estava prevista para 2021, prazo mantido em outubro de 2017, quando o reinício das obras foi anunciado para o início de 2018.
Em 28 de setembro de 2021, o então governador João Dória alterou a nomenclatura para FAAP-Pacaembu.

## Características
Estação enterrada com plataformas laterais, estruturas em concreto aparente e salas de apoio do nível da superfície. Possuirá acesso para pessoas portadoras de deficiência.
| Sigla | Estação       | Inauguração              | Capacidade     | Integração               | Plataformas | Posição     | Notas                                      |
| ----- | ------------- | ------------------------ | -------------- | ------------------------ | ----------- | ----------- | ------------------------------------------ |
| N/D   | FAAP–Pacaembu | Segundo semestre de 2027 | Não confirmada | Bilhete Único da SPTrans | Laterais    | Subterrânea | Estação com estrutura de concreto aparente |

## Funcionamento da linha
| Linha     | Terminais                 | Estações | Conexões | Duração das viagens (min) | Intervalo entre trens (s) | Funcionamento |
| --------- | ------------------------- | -------- | --- | ------------------------- | ------------------------- | ------------- |
| 6 Laranja | Brasilândia ↔ São Joaquim | 15       | Água Branca (Linhas 3-Vermelha, 7-Rubi, 8-Diamante e 9-Esmeralda), Higienópolis-Mackenzie (Linha 4-Amarela) e São Joaquim (Linha 1-Azul) | 23                        | 75                        | Em construção |